# Una vida no tan simple
Una vida no tan simple és una pel·lícula de comèdia espanyola del 2023 dirigida per Félix Viscarret i protagonitzada per Miki Esparbé al costat d'Álex García, Ana Polvorosa, i Olaya Caldera.

## Argument
Explorant qüestions de criança d'infants i crisi de la vida mitjana, la trama segueix la situació de l'arquitecte Isaías, que lluita amb la conciliació entre vida i treball, mentre lluita per criar els seus fills.

## Repartiment
- Miki Esparbé com Isaías[3]
- Álex García com Nico[4]
- Ana Polvorosa com Sonia[4]
- Olaya Caldera com Ainhoa[4]
- Julián Villagrán[5]
- Ramón Barea[5]

## Producció
La pel·lícula ha estat produïda per Lamia Producciones, A Contracorriente Films, i Klingsor Films AIE. Hi participen EiTB, Movistar+, i R Telecable i amb el suport de l'ICAA, el Govern Basc, i el Govern de Navarra. Els exteriors es van rodar a Bilbao i Getxo.

## Estrena
La pel·lícula va estar present al 26è Festival de Cinema de Màlaga el 13 de març de 2023. Distribuïda per A Contracorriente Films, fou estrenada als cinemes el 23 de juny de 2023.

## Recepció
Luis Martínez d' El Mundo va classificar la pel·lícula amb 3 de 5 estrelles, descrivint-la com una "faula delicada tant nítida com clara sense renunciar a ser una mica amarga i fins i tot de forma divertida".
Pere Vall de Fotogramas va classificar la pel·lícula amb 4 de 5 estrelles, destacant "la seva narració intel·ligent i sensible" i una "enlluernadora" Olaya Caldera com a coses millors de la pel·lícula.

### Llistes Top ten
La pel·lícula va aparèixer en diverses llistes Top ten de crítics de les millors pel·lícules espanyoles del 2023: 
- 8a — Mondosonoro (consens)[11]

## Reconeixements
| Any  | Premi                                                    | Categoria            | Nominat         | Resultat | Ref    |
| ---- | -------------------------------------------------------- | -------------------- | --------------- | -------- | ------ |
| 2024 | Medalles del Cercle d'Escriptors Cinematogràfics de 2023 | Millor actor         | Miki Esparbé    | Pendent  | [ 12 ] |
| 2024 | XXXVIII Premis Goya                                      | Millor guió original | Félix Viscarret | Pendent  | [ 13 ] |